# Хелена Емингерова
Хелена Емингерова (чеш. Helena Emingerová; 1858—1943) била је чешка сликарка.

## Биографија
Рођена је 17. августа 1858. у Прагу. Завршила је Школу цртања Емила Рејнијера 1892. године. Студирала је у Дрездену, а затим на Факултету ликовних уметности у Минхену, где јој је професор био Максимилијан Дасио. Године 1891. је отишла у Париз да студира на Факултету Колароси.
Прво је радила као учитељица цртања, а затим је продавала портрете (углавном у пастелу) припадника више класе у Аустроугарској, Чешкој, Немачкој, Моравској, Пољској и Русији. Произвела је много бакрописа, као и неке скулптуре. Преминула је 4. августа 1943. у Прагу. Једна од њене браће и сестара, Катерина Емингерова, је била познати музичар и писац.

## Галерија
- Портрет сликарке Олге Бознанске.
- Портрет Марије Калас.